# Sierra Noble
Sierra Noble (Ottawa, Canadá, 20 de febrero de 1990) es una persona que toca el violín y se dedica a la música de manera profesional. Es una persona de género no binario y su pronombre es elle.

## Biografía
David Noble es el padre de Sierra, nacido en Muscatine (Iowa), y Sherry Noble es su madre, nacida en Kingston (Ontario). En 2004, Sierra lanzó un álbum instrumental de música old-time y música tradicional métis con violines llamado Spirit of the Strings, producido por el guitarrista del grupo The Bellamy Brothers, Randy Hiebert. En diciembre de 2008, Sierra hizo su debut como vocalista con el álbum Possibilities. Su primer sencillo, «Possibility» rotó en las radios de música pop y música country canadiense, llegando el videoclip al número 1 de la cadena MuchMore. En febrero de 2011 ganó la competición internacional del LII Festival Internacional de la Canción de Viña del Mar con el tema «Try anything».